# Cinkit
A cinkit (ZnO) vagy vörös cinkérc az oxidásványok közé tartozó ásvány. A cink-oxid természetben előforduló ásványa.

## Jellemzői
A cinkit hexagonális rendszerben kristályosodik, szerkezete a wurtzitéval azonos (izotíp). Jó kristályokban a természetben ritka, inkább vaskos, leves, pátos formában található. A kristályok alakja jellegzetesen hemimorf, hasadása tökéletes. Gyémántfényű. Színe narancsvörös-világosbarna, ami a beépülő mangán és vas szennyeződéseknek köszönhető. Mesterségesen is előállítható, ilyenkor ultraibolya fényben lumineszkál. Olvadáspontja 1670 °C. Savak oldják, szénen hevítve világít. 

## Előfordulása
A természetben ritkán fordul elő. Legnagyobb lelőhelye a New Jersey állambeli Franklin városa mellett van, ahol egyéb mangán- cinktartalmú ércek társaságában fordul elő (willemit, franklinit). További lelőhelyei Bottino (Olaszország) és Heazlewood (Tasmánia).

## Felhasználása
Úgy a természetes, mint a mesterséges cinkitet az elektrotechnikában hasznosították kristálydetektorokként a vákuumcsövek megjelenése előtt. Korábban a kalkopirittel kombinálták (ún. Perikon-detektor).